# Cospeito
Cospeito é um município da Espanha na província de Lugo, comunidade autónoma da Galiza, de área 144,9 km² com população de 4 374 habitantes (2021; densidade: 30,2 hab./km²).

## Demografia
| Variação demográfica do município entre 1991 e 2004 | Variação demográfica do município entre 1991 e 2004 | Variação demográfica do município entre 1991 e 2004 | Variação demográfica do município entre 1991 e 2004 |
| --------------------------------------------------- | --------------------------------------------------- | --------------------------------------------------- | --------------------------------------------------- |
| 1991                                                | 1996                                                | 2001                                                | 2004                                                |
| 6474                                                | 6122                                                | 5658                                                | 5548                                                |

## Patrimônio edificado
- Torre de Caldaloba
- Torres de Arneiro